# Iavinomby-Vohibola
Iavinomby-Vohibola è una città e comune del Madagascar situata nel distretto di Isandra, regione di Haute Matsiatra. 
La popolazione del comune rilevata nel censimento 2001 era pari a 10 405 unità.